# Камяне
Камяне (на украински: Кам'яне) е селище от градски тип в Южна Украйна, Вилнянски район на Запорожка област. Основано е през 1886 година. Населението му е около 1313 души.